# Diksnavelroodstaartgors
De diksnavelroodstaartgors (Passerella megarhyncha) is een zangvogel uit de familie Emberizidae (gorzen).

## Verspreiding en leefgebied
Deze soort komt voor in zuidwestelijk Oregon en Californië.